# Joc de infiltrare
Un joc de infiltrare este un tip de joc video în care jucătorul folosește în primul rând furtul pentru a evita sau a învinge antagoniștii. Jocurile din gen îi permit jucătorului să rămână nedetectat ascunzându-se, furișând sau folosind deghizări. Unele jocuri permit jucătorului să aleagă între o abordare furtunoasă sau să atace direct antagoniști, dar recompensează jucătorul pentru utilizarea mai mare a furtului. Genul a folosit teme de spionaj , contra-terorism și necinstiți , cu protagoniști care sunt operatori de forțe speciale , spioni, hoți , ninja sau asasini. Unele jocuri au combinat, de asemenea, elemente sigure cu alte genuri, cum ar fi trăgătorii și platformerii de prima persoană.
Elementele jocului de infiltrare, prin evitarea confruntării cu inamicii pot fi atribuite unei game variate de jocuri, inclusiv Pac Man (1980).  Jocurile de labirint timpuriu au fost creditate cu generarea genului, inclusiv Manbiki Shounen (1979), Lupin III (1980), Castle Wolfenstein (1981), 005 (1981) și Metal Gear (1987). Genul a devenit un succes în 1998, Tenchu: Stealth assassins , Metal Gear Solid și Thief: The Dark Project toate fiind lansate în acel an.